# Championnat du Portugal féminin de football 2019-2020
Navigation
Édition précédente Édition suivante
La saison 2019-2020 du Championnat du Portugal féminin de football est la 35e édition de la compétition. Le Sporting Clube de Braga, vainqueur de la saison 2018-2019, remet son titre en jeu.
À cause de la pandémie de Covid-19, le championnat est interrompu définitivement lors de la quinzième journée. Deux équipes étant à égalité de points à cet instant de la saison, aucun champion n'est proclamé. Le SL Benfica étant en tête à la différence de but, la fédération portugaise prend la décision de qualifier l'équipe pour la Ligue des champions féminine de l'UEFA 2020-2021. Les relégations en deuxième division sont annulées.

## Organisation

### Promotions / relégations
Vainqueur de la deuxième division Sud, vainqueur de la Coupe du Portugal et champion de D2 en finale contre l'équipe B du SC Braga, vainqueur de la deuxième division Nord, le Sport Lisboa e Benfica accède à l'élite portugaise. La deuxième équipe de Braga ne pouvant être promue elle est remplacée par son dauphin de la D2 Nord, l'União Recreativa de Cadima.
| Pos. | Relégué de Liga 2018-2019  |
| ---- | -------------------------- |
| 11º  | Vilaverdense Futebol Clube |
| 12º  | Boavista Futebol Clube     |

| Pos. | Promus de II Divisão 2018-2019 |
| ---- | ------------------------------ |
| 1º   | Sport Lisboa e Benfica         |
| 2º   | União Recreativa de Cadima     |

### Équipes participantes
Ce tableau présente les douze équipes qualifiées pour disputer le championnat 2018-2019. On y trouve le nom des clubs, le nom des entraîneurs et leur nationalité, leur classement de la saison précédente et le nom des stades.
Légende des couleurs
- Qualifié pour la phase finale de la Ligue des champions 2018-2019.
- Promu de II Divisão Nacional Feminino.

| Club                                    | Classement 2018-2019 | Entraîneur | Stade                                             | Ville              |
| --------------------------------------- | -------------------- | ---------- | ------------------------------------------------- | ------------------ |
| Sporting Clube de Braga                 | Championnes          |            |                                                   | Braga              |
| Sporting Clube de Portugal              | 2e                   |            | CGD Stadium Aurélio Pereira                       | Lisbonne           |
| Clube Futebol Benfica                   | 3e                   |            | Estádio Francisco Lázaro                          | Lisbonne           |
| Grupo Desportivo Estoril-Praia          | 4e                   |            | Campo Treino Formação Desportiva                  | Estoril            |
| Clube Albergaria                        | 5e                   |            | Estádio Municipal António Augusto Martins Pereira | Albergaria-a-Velha |
| Clube Futebol Valadares Gaia            | 6e                   |            | Complexo Desportivo de Valadares                  | Vila Nova de Gaia  |
| Club Sport Marítimo                     | 7e                   |            |                                                   | Funchal            |
| Atlético Ouriense                       | 8e                   |            | Campo da Caridade                                 | Ourém              |
| Grupo Desportivo Cultural A-dos-Francos | 9e                   |            | Campo Luís Duarte                                 | Caldas da Rainha   |
| Associação Desportiva Ovarense          | 10e                  |            |                                                   | Ovar               |
| SL Benfica                              | 1re D2 Sud           |            |                                                   | Lisbonne           |
| União Recreativa de Cadima              | 2e D2 Nord           |            | Parque Desportivo Fujanco                         | Cadima-Cantanhede  |

## Compétition

### Classement
Classement du Campeonato Nacional de Futebol Feminino.
| Rang | Équipe           | Pts | J  | G  | N | P  | Bp  | Bc  | Diff |
| ---- | ---------------- | --- | -- | -- | - | -- | --- | --- | ---- |
| 1    | SL Benfica P     | 42  | 15 | 14 | 0 | 1  | 101 | 4   | +97  |
| 2    | Sporting CP      | 42  | 15 | 14 | 0 | 1  | 69  | 10  | +59  |
| 3    | SC Braga T       | 34  | 15 | 11 | 1 | 3  | 61  | 10  | +51  |
| 4    | Estoril-Praia    | 25  | 15 | 8  | 1 | 6  | 26  | 27  | -1   |
| 5    | CF Benfica       | 24  | 15 | 8  | 0 | 7  | 31  | 29  | +2   |
| 6    | CS Marítimo      | 21  | 14 | 7  | 0 | 7  | 22  | 28  | -6   |
| 7    | Valadares Gaia   | 19  | 15 | 6  | 1 | 8  | 24  | 40  | -16  |
| 8    | CA Ouriense      | 18  | 15 | 5  | 3 | 7  | 27  | 27  | 0    |
| 9    | Clube Albergaria | 17  | 15 | 5  | 2 | 8  | 24  | 25  | -1   |
| 10   | AD Ovarense      | 9   | 14 | 2  | 3 | 9  | 15  | 40  | -25  |
| 11   | UR Cadima P      | 6   | 15 | 1  | 3 | 11 | 12  | 54  | -42  |
| 12   | GD A-Dos-Francos | 3   | 15 | 1  | 0 | 14 | 8   | 126 | -118 |

| Légende : Qualifications et relégations | Légende : Qualifications et relégations                                                                                   |
| --------------------------------------- | --- |
|                                         | Ligue des champions féminine de l'UEFA 2020-2021                                                                          |
|                                         | T : Tenant du titre P : Promu C : Vainqueur de la Coupe du Portugal 2019 CL : Vainqueur de la Coupe de la Ligue 2019-2020 |

### Classement des buteuses
| Place              | Joueuse          | Club     | Buts |
| ------------------ | ---------------- | -------- | ---- |
| Médaille d'or      | Cloé Lacasse     | Benfica  | 18   |
| Médaille d'argent  | Darlene          | Benfica  | 17   |
| Médaille de bronze | Raquel Fernandes | Sporting | 14   |
| 4                  | Nycole Raysla    | Benfica  | 12   |
| 5                  | Hannah Wilkinson | Sporting | 10   |
| 5                  | Carolina Mendes  | Sporting | 10   |
| 7                  | Erica Costa      | Maritimo | 9    |
| 8                  | Alberta Ahialey  | Ouriense | 8    |

## Bilan de fin de saison
| Championnat du Portugal féminin de football 2019-2020                        |                  |
| Champion                                                                     | Aucun            |
| Qualifications continentales                                                 |                  |
| Ligue des champions féminine de l'UEFA 2020-2021                             | Benfica Lisbonne |
| Promotions et relégations                                                    |                  |
| Promus en Championnat du Portugal féminin de football                        |                  |
| Relégués en Championnat du Portugal féminin de football de deuxième division | Aucun            |